# USS Chung-Hoon (DDG-93)
USS Chung-Hoon (DDG-93) là một tàu khu trục mang tên lửa dẫn đường của Hải quân Hoa Kỳ, là một thành viên của Hạm đội Thái Bình Dương. Tàu được đặt tên theo Thiếu tướng hải quân Mỹ Gordon Pai'ea Chung-Hoon. Đây tàu khu trục thuộc lớp Arleigh Burke với hệ thống điều khiển tác chiến trên biển. Ngày 6/3/1998, công ty công nghệ quốc phòng và không gian vũ trụ toàn cầu Northrop Grumman giành được hợp đồng đóng khu trục hạm USS Chung-Hoon.
Tàu được hạ thủy ngày 14/1/2002 tại xưởng đóng tàu Ingalls Shipbuilding ở Mississippi, với sự đỡ đầu của Michelle Punana Chung-Hoon, cháu gái Thiếu tướng quá cố Chung-Hoon. Cảng nhà của USS Chung-Hoon là Trân Châu Cảng ở Hawaii. 
Tàu được đặt tên và hạ thủy ngày 11 tháng 1 năm 2003 và được chạy thử vào ngày 18 tháng 9 năm 2004.
Đây là khu trục hạm thứ 43 thuộc lớp Arleigh Burke có trang bị tên lửa dẫn đường Aegis, đội tàu khu trục có sức mạnh nhất của Hải quân Hoa Kỳ. USS Chung-Hoon có 276 thủy thủ, trong đó có 24 sĩ quan. Sĩ quan chỉ huy hiện nay của tàu là Stephen S. Erb, người tốt nghiệp học viện hải quân Mỹ năm 1992 với tấm bằng Khoa học Máy tính.
USS Chung-Hoon được trang bị tên lửa tiêu chuẩn tầm trung đất đối không (SM-2MR), giàn phóng tên lửa thẳng đứng (VLA), các tên lửa hành trình Tomahawk, 6 ngư lôi Mk-46, các tên lửa Sparrow (ESSM) (DDG 79 AF). Khu trục hạm có trọng tải khoảng 9.200 tấn này còn là bãi đáp của hai trực thăng Seahawk có trang bị các tên lửa Penguin, Hellfire và các ngư lôi Mk-46, Mk-50.

## Lịch sử hoạt động
Trong tháng 10 năm 2005, trong khi vận hành 360 dặm về phía đông bắc Kahului, Chung-Hoon đã nhận một cuộc gọi bị nạn từ tàu chở hàng rời C-Laurel. Chung-Hoon cung cấp chăm sóc y tế khẩn cấp cho đến khi con tàu được trong phạm vi của máy bay Tuần duyên Hoa Kỳ.
Trong tháng 9 năm 2006, Chung-Hoon từng là tàu chủ nhà đến tàu khu trục lớn Luda Thanh Đảo của Hải quân Quân Giải phóng Nhân dân CHND Trung Hoa trong chuyến thăm của Thanh Đảo đến Trân Châu Cảng Hai tàu tiến hành truyền thông và luyện tập cơ động vào ngày 10 tháng 9 năm 2006.. Theo Cơ quan Tân Hoa Xã, nó là lần đầu tiên luyện tập như vậy bởi các tàu USN và PLAN.
Ngày 20 tháng 1 năm 2009, Chung-Hoon rời Trân Châu Cảng cho một kế hoạch triển khai với Boxer Expeditionary Strike Group.
Ngày 12 tháng 3 năm 2009, Fox News đưa tin rằng Chung-Hoon đã hộ tống tàu USNS Impeccable (T-AGOS-23) sau khi tàu này đã bị quấy nhiễu bởi tàu của Trung Quốc trong vùng biển 75 dặm về phía nam đảo Hải Nam.
Trong năm 2010, tàu này trợ giúp Hải quân Philippines ở Biển Sulu trong hoạt động chống chiến binh Hồi giáo. Sau khi trở về Trân Châu Cảng, tàu tái triển khai đến đầu phía tây Thái Bình Dương vào ngày 1 tháng 6 năm 2011 trong bối cảng tranh chấp chủ quyền Biển Đông căng thẳng giữa Trung Quốc và các quốc gia trong khu vực.